# Sardinella

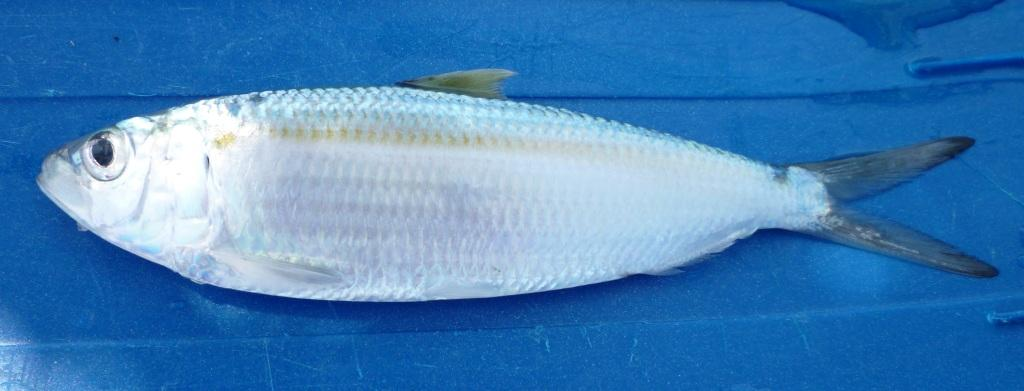
S. maderensis

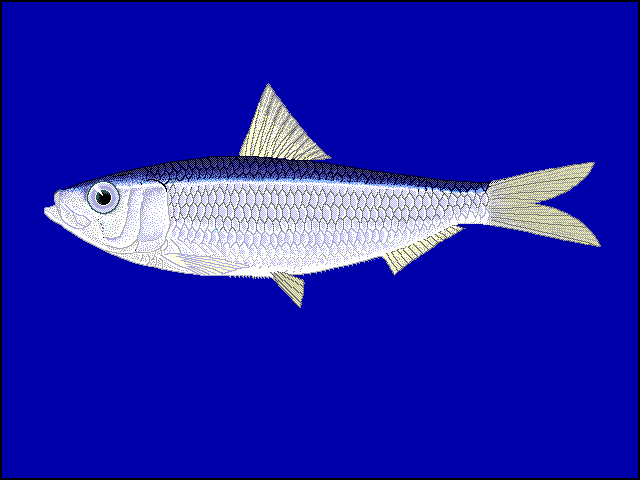
S. tawilis

Sardinella è un genere di pesci ossei marini (una specie vive in acqua dolce) appartenenti alla famiglia Clupeidae.

## Distribuzione e habitat
Questo genere è presente in tutti gli oceani nelle fasce tropicali e subtropicali. Nel Mar Mediterraneo sono presenti le specie S. aurita e, molto rara, S. maderensis.
Sono pesci pelagici che vivono in banchi. La specie S. tawilis vive in acqua dolce in un lago delle Filippine.

## Tassonomia
- Sardinella albella
- Sardinella atricauda
- Sardinella aurita
- Sardinella brachysoma
- Sardinella brasiliensis
- Sardinella fijiense
- Sardinella fimbriata
- Sardinella gibbosa
- Sardinella hualiensis
- Sardinella jussieu
- Sardinella lemuru
- Sardinella longiceps
- Sardinella maderensis
- Sardinella marquesensis
- Sardinella melanura
- Sardinella neglecta
- Sardinella richardsoni
- Sardinella rouxi
- Sardinella sindensis
- Sardinella tawilis
- Sardinella zunasi